# テスト・パイロット (映画)
『テスト・パイロット』（Test Pilot）は、1938年に製作・公開されたアメリカ映画である。

## 概要
ヴィクター・フレミングが監督し、クラーク・ゲーブルとマーナ・ロイ、スペンサー・トレイシーが主演した。

## キャスト
- ジム・レイン（テストパイロット）：クラーク・ゲーブル
- アン・バートン：マーナ・ロイ
- ガンナー・モリス：スペンサー・トレイシー
- ハワード・B・ドレイク：ライオネル・バリモア

## スタッフ
- 監督：ヴィクター・フレミング
- 製作：ルイス・D・ライトン
- 原案：フランク・ウィード
- 脚本：ヴィンセント・ローレンス、ウォルデマー・ヤング、ハワード・ホークス（ノンクレジット）
- 音楽：フランツ・ワックスマン
- 撮影：レイ・ジューン
- 編集：トム・ヘルド
- 美術：セドリック・ギボンズ、ジョン・S・デストリー
- 装置：エドウィン・B・ウィリス
- 衣裳：ドリー・ツリー
- 録音：ダグラス・シアラー

## アカデミー賞ノミネーション
- 作品賞
- 原案賞：フランク・ウィード
- 編集賞：トム・ヘルド